# Penthema godfreyi
Penthema godfreyi är en fjärilsart som beskrevs av Riley 1932. Penthema godfreyi ingår i släktet Penthema och familjen praktfjärilar. Inga underarter finns listade i Catalogue of Life.